# Xbox Series
Ne doit pas être confondu avec Xbox (console) ou Xbox.
Xbox Series est la gamme de consoles de neuvième génération comprenant la Xbox Series X et la Xbox Series S, développées et fabriquées par Microsoft et sorties le 10 novembre 2020,. Quatrième génération de consoles Xbox, elles succèdent à la Xbox One. La Xbox Series X est annoncée lors de l'E3 2019, tandis que la Xbox Series S est annoncée le 9 septembre 2020.
Les Xbox Series reposent sur un processeur AMD personnalisé (basé sur la microarchitecture Zen 2), avec prise en charge matérielle du ray tracing. La Xbox Series X est le modèle le plus puissant, vendu au lancement à 499 € puis à 549 € à partir du 1er août 2023, intégrant un lecteur de disque et un SSD de 1 To, tandis que la Xbox Series S est un modèle sans lecteur de disque, moins puissant, contenant un SSD de 512 Go et proposé à 299 € au lancement.

## Développement
Quelques jours avant l'E3 2019, des rumeurs insistantes indiquaient que Microsoft allait annoncer la sortie d'une nouvelle console, succédant à la Xbox One X. Le nom de Scarlett avait déjà volontairement fuité la veille de l'annonce, le 8 juin 2019,. Selon GameSpot, le projet connu sous le nom de code « Anaconda » pourrait correspondre aux modèles de déclinaison de la Xbox One pour la prochaine génération de console, la S et la X.
L'équipe qui a conçu la Xbox One X est elle-même responsable du développement de la Xbox Series X. Tous les accessoires de la gamme Xbox commercialisés pour la génération précédente (Xbox One) sont également compatibles avec la Scarlett, excepté Kinect. La console comporte un lecteur de disque optique.
Le nom et le design finaux de la console sont dévoilés par Phil Spencer le 12 décembre 2019 lors de la cérémonie annuelle des Game Awards. La sortie est annoncée pour les fêtes de fin d'année 2020. Le jeu Halo Infinite est annoncé pour accompagner la sortie de la console avant d'être reporté à 2021. Microsoft affirme la rétrocompatibilité avec certains catalogues de jeux de certaines précédentes consoles de la gamme Xbox. Les accessoires de jeux pour Xbox One pourront également être rétrocompatibles.
En août 2020, Microsoft annonce la sortie de la Xbox Series X pour novembre 2020. Le 9 septembre 2020, Microsoft annonce officiellement la Xbox Series S (connue sous le nom de code Project Lockhart) avec la même date de lancement que la Series X.
En juin 2023, Microsoft dit avoir été à l'écoute de sa communauté et annonce la Xbox Series S Carbon Black avec stockage de 1 To à 349,99 €. Cette console est sortie le 1er septembre 2023.

## Architecture matérielle

### Caractéristiques techniques

#### Xbox Series X
| Microprocesseur              | 8 Cœurs cadencés à 3,8 GHz (3,6 GHz avec technologie SMT), architecture Zen 2 |
| Processeur graphique         | 52 CUs à 1,825 GHz, microarchitecture RDNA 2 personnalisée                    |
| Indice de performance        | 12 TFLOPS                                                                     |
| Taille du die                | 360,45 mm2                                                                    |
| Finesse de gravure           | 7 nm                                                                          |
| Mémoire vive                 | 16 Go GDDR6                                                                   |
| Bande passante de la mémoire | 10 Go sur bus 320 bits à 560 Go/s ; 6 Go sur bus 192 bits à 336 Go/s          |
| Stockage interne             | SSD NVMe PCIE 4.0 d'une capacité de 1 To dont 802 Go libres.                  |
| Opérations d’entrée / sortie | 2,4 Go/s (brut) ou 4,8 Go/s (compressé)                                       |
| Stockage supplémentaire      | Carte d'extension officielle 512 Go, 1 To ou 2 To                             |
| Stockage externe             | Disques durs externes via USB 3.0                                             |
| Lecteur optique              | Lecteur Blu-ray Ultra HD                                                      |

Logo de la Xbox Series X.

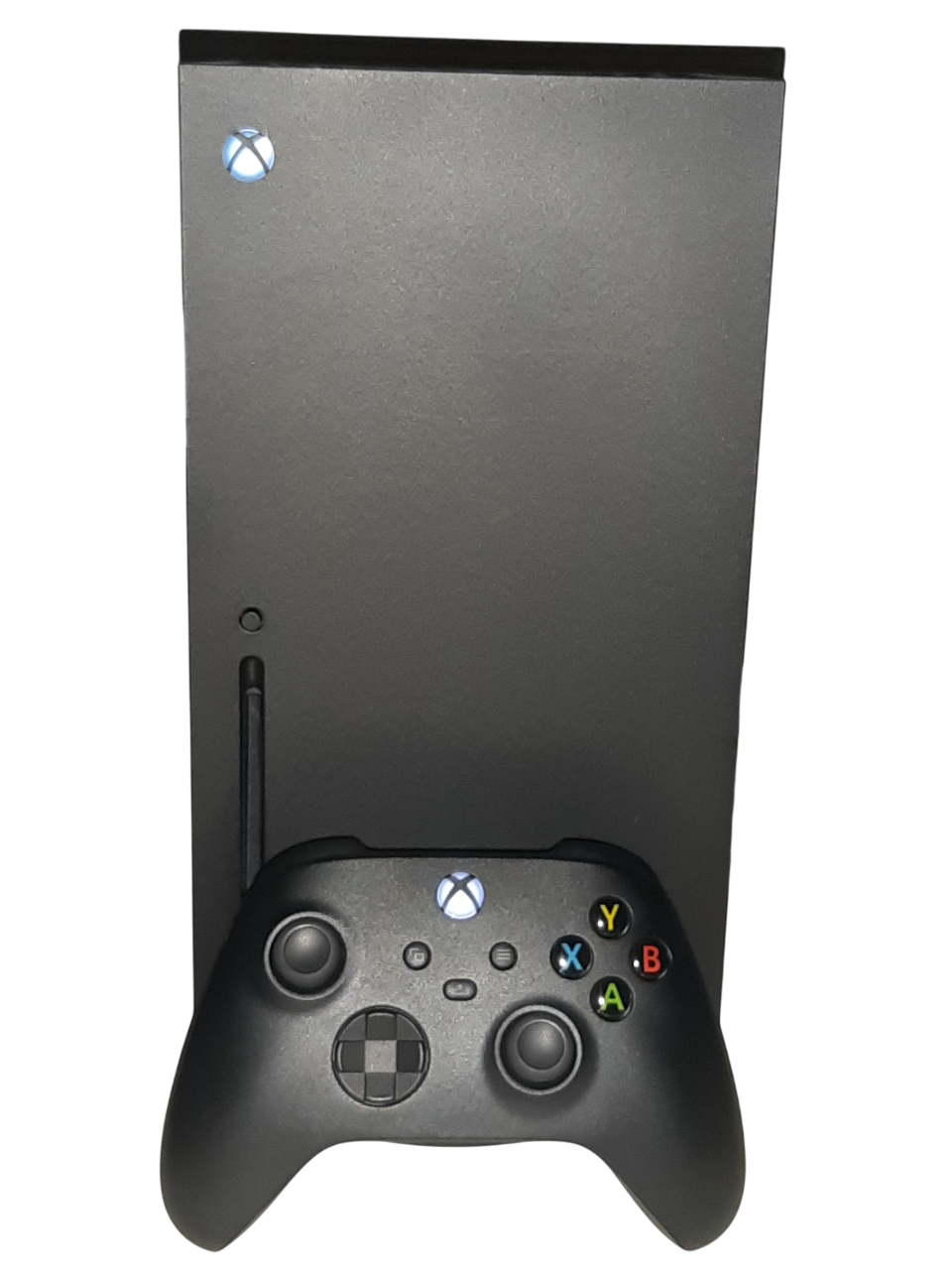
La Xbox Series X et sa manette.

La Xbox Series X propose une résolution 4K avec une fréquence d'affichage maximale de 120 images par seconde. La mémoire de la Xbox Series X n'est pas utilisée entièrement dans les jeux. Sur les 16 Go au total, les jeux disposent de 13,5 Go — 10 Go de mémoire optimale du GPU et 3,5 Go de mémoire standard, tandis que les 2,5 Go restants sont réservés au système d'exploitation.
Les autres fonctionnalités clés de la Xbox Series X comportent un nuanceur à taux variable (Variable Rate Shading), qui permet aux développeurs de choisir la quantité de GPU utilisée pour des effets spécifiques, pour obtenir des fréquences d'images stables à haute résolution sans trop de sacrifices sur la qualité de l'image. Il est également promis le ray tracing géré au niveau matériel, qui devrait permettre un éclairage dans les jeux plus réaliste et naturel. La Xbox Series X inclut la prise en charge du taux de rafraîchissement variable, ce qui signifie que la console peut modifier le taux de rafraîchissement à la volée en fonction du type de téléviseur ou de moniteur connecté (cela signifie que la prise en charge des moniteurs G-Sync et FreeSync peut être possible). Avec des fonctionnalités telles que le mode de faible latence automatique et l'entrée de latence dynamique, la Series X offre des entrées plus réactives que les consoles Xbox précédentes (input lag moins élevé), ce qui est essentiel pour les jeux compétitifs.
Étant donné que la console est dotée d'un SSD, les jeux se chargent plus rapidement et les déplacements rapides dans le jeu sont plus courts. La console comprend également un résumé rapide (Quick Resume), qui permet de suspendre plusieurs sessions de jeu et de les reprendre au même endroit. Ainsi, par exemple, il est  possible d'être simultanément au milieu de session des jeux Halo, Gears of War et Forza, et de ne pas avoir à fermer les jeux pour changer de session.

#### Xbox Series S
| Microprocesseur                              | 8 Cœurs cadencés à 3,6 GHz (3,4 GHz avec technologie SMT) CPU Custom Zen 2 |
| Processeur graphique                         | 20 CUs à 1,565 GHz, microarchitecture RDNA 2 personnalisée                 |
| Indice de performances                       | 4 TFLOPS                                                                   |
| Taille du die                                | 197,05 mm2                                                                 |
| Finesse de gravure                           | 7 nm                                                                       |
| Mémoire vive                                 | 10 Go GDDR6                                                                |
| Bande passante de la mémoire                 | 8 Go sur bus 128 bits à 224 Go/s, 2 Go sur bus 32 bits à 56 Go/s           |
| Stockage interne                             | 512 Go SSD NVMe, dont 364 Go libres.                                       |
| Opérations d’entrée et de sortie par seconde | 2,4 Go/s (brut), 4,8 Go/s (compressé)                                      |
| Stockage supplémentaire                      | Carte d'extension officielle de 1 To fabriquée par Seagate                 |
| Stockage externe                             | Disques durs externes via USB 3.0                                          |
| Lecteur optique                              | Aucun lecteur optique (jeux en dématérialisé uniquement)                   |

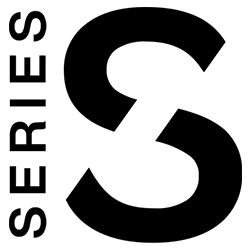
Logo de la Xbox Series.

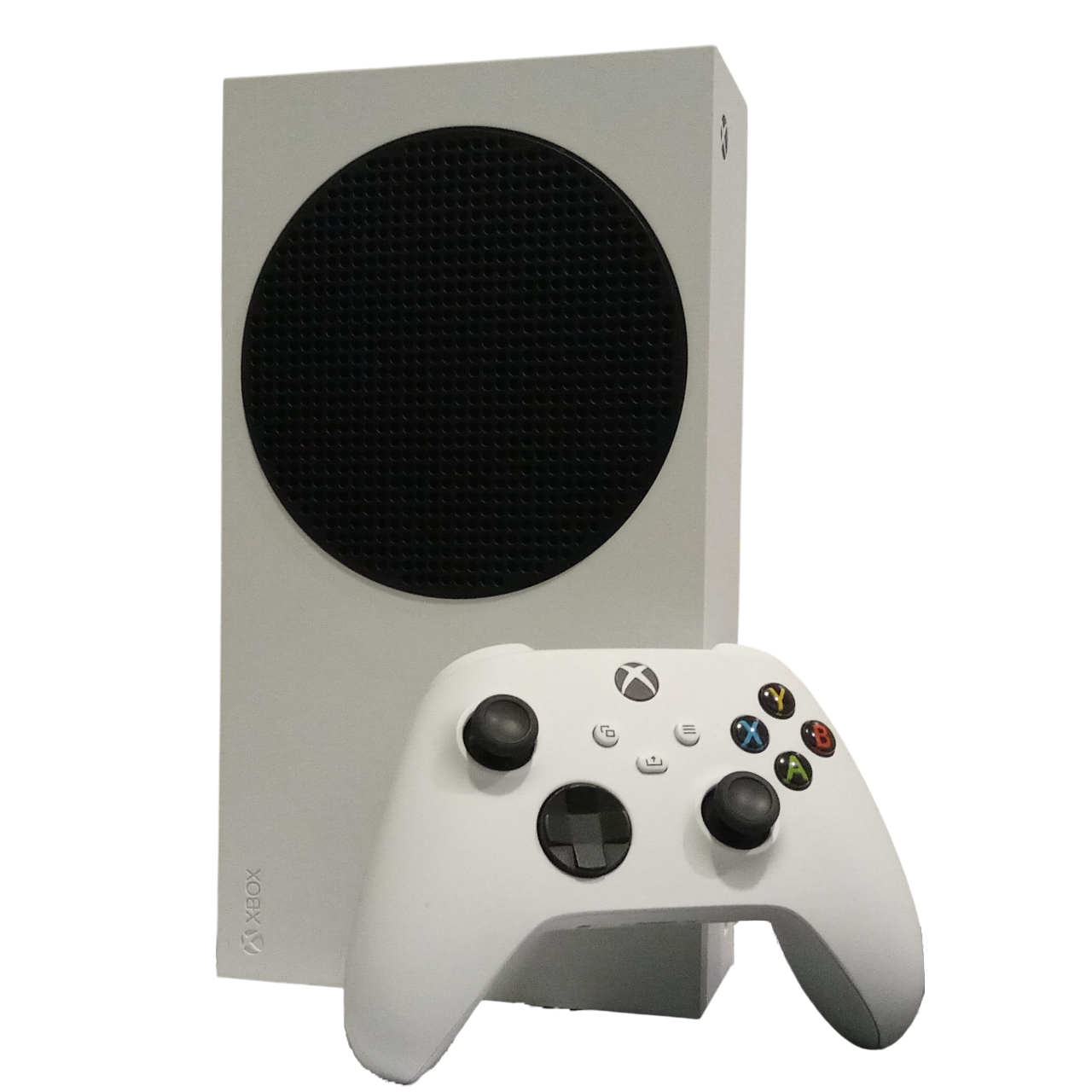
La Xbox Series S et sa manette.

Bien que la Xbox Series S partage le processeur de la Xbox Series X, celui-ci a néanmoins une fréquence légèrement plus basse (maximum de 3,6 GHz contre 3,8 GHz sur Series X). L'architecture du processeur graphique est également la même ; cependant ce dernier contient moins d'unités de calcul et fonctionne à une fréquence plus basse. Les performances d'entrées/sorties sont également similaires. Toute cette proximité permet aux développeurs de fournir plus facilement des performances semblables mais avec une résolution inférieure en 1440p. Sur le papier, la Xbox Series S atteint environ quatre fois la puissance de traitement d'une console Xbox One[réf. nécessaire] et prend en charge un framerate montant jusqu'à 120 images par seconde. La Xbox Series S comprend 512 Go de stockage SSD personnalisé dont 364 Go libres[réf. nécessaire] et fonctionne comme sa consœur avec l'architecture Xbox Velocity.

## Jeux
Le 7 mai 2020, Xbox présente officiellement les premiers jeux d'éditeurs tiers lors d'un Inside Xbox dédié à la Xbox Series X. Lors de cette émission, le constructeur dévoile treize jeux prévus sur la console, dont certains en exclusivité. Le 23 juillet 2020, Microsoft présente les premiers jeux AAA de sa console lors de son événement Xbox Games Showcase. Au total, 31 jeux sont proposés et optimisés au lancement de la console.

### Rétrocompatibilité
Les jeux Xbox originale et Xbox 360 rétrocompatibles sur Xbox One fonctionnent également sur Xbox Series. Les jeux Xbox One sont aussi compatibles sur Xbox Series à l'exception des jeux nécessitant le capteur Kinect. Les accessoires (manettes, etc.) Xbox One fonctionnent sur Xbox Series à l'exception du Kinect. La vibration est toujours accessible. Étant une version améliorée de la manette Xbox One, la manette Xbox Series peut aussi être utilisée avec les consoles Xbox One.
La nouvelle Xbox Velocity Architecture permet aux jeux Xbox, Xbox 360 et Xbox One rétrocompatibles de bénéficier d’une fréquence d’images plus stable ou plus élevée grâce au « FPS Boost » (procédé qui permet de faire tourner respectivement à 60 ou 120 images par seconde des jeux tournant initialement à 30 ou 60 images par seconde), de temps de chargement plus rapides, d’une résolution plus élevée et, d'une manière générale, de meilleurs graphismes, avec par exemple une gestion automatique du HDR pour les jeux plus anciens sur la gamme des consoles Xbox et ce sans qu’aucun développeur ne doive intervenir,.

Logo utilisé pour distinguer les jeux possédant la fonctionnalité Smart Delivery

Enfin, Microsoft parle d'un mode de distribution intelligent des jeux (Smart Delivery). Ainsi, si la version Xbox One d'un jeu est lancée sur une Xbox One, une Xbox One X ou une Xbox Series, le jeu bénéficie du meilleur rendu possible. Les jeux compatibles Smart Delivery s'adaptent à la puissance de la plate-forme et en tirent le meilleur parti. Tous les jeux développés par les Xbox Game Studios sont compatibles avec cette fonctionnalité, les développeurs tiers ou partenaires y ont accès et sont fortement incités à le proposer sur leurs titres. Les trois premiers jeux annoncés sont Cyberpunk 2077, Halo Infinite et Gears 5 ; les joueurs Xbox One peuvent profiter gratuitement d'une version améliorée de ces jeux sur Xbox Series quand elle est disponible.
Le 6 avril 2023, Microsoft annonce que tous les émulateurs comme RetroArch ou encore Xenia seraient bannis, depuis cette date les émulateurs ne sont donc plus disponibles sur Xbox One tout comme sur Xbox Series.

### Xbox Game Pass
Les joueurs des Xbox Series ont accès via abonnement au catalogue de jeux du Xbox Game Pass et Xbox Game Pass Ultimate, donnant accès à une sélection de jeux pour une durée illimitée, tant que ceux-ci restent disponibles dans le catalogue, ainsi qu'au Cloud Gaming, permettant aux utilisateurs de jouer à certains jeux sans avoir à les télécharger au préalable.

## Accueil

### Ruptures de stock
Depuis la sortie de la Xbox Series X, des ruptures de stock mondiales causées à la fois par une demande excessive et une pénurie de composants électroniques ont rendu difficile l'achat de la console, celle-ci étant indisponible sur le Microsoft Store et sur la majorité des sites revendeurs. D'après Microsoft, les stocks devraient se stabiliser au plus tôt en juin 2021 mais AMD se montre moins optimiste et évoque une pénurie de semi-conducteurs jusque mi-2022. C'est aussi ce que pense Intel qui, le 31 mai 2021, a fait comprendre qu'il fallait s'attendre à des problèmes de production pendant plusieurs années.
Principalement à cause des ruptures de stock de PlayStation 5 et Xbox Series X, la Xbox Series S est la console la plus vendue au Black Friday de 2021.

### Ventes
Au 31 décembre 2021, le nombre de consoles sur le marché est estimé à 12 millions à travers le monde par le groupe Niko Partners. À la fin 2022, le groupe Ampere Analysis estime les ventes à 18,5 millions.